# Оријак ди Перигор
Оријак ди Перигор (фр. Auriac-du-Périgord) насеље је и општина у југозападној Француској у региону Аквитанија, у департману Дордоња која припада префектури Сарла ла Канеда.
По подацима из 2011. године у општини је живело 421 становника, а густина насељености је износила 22,6 становника/km². Општина се простире на површини од 18,63 km². Налази се на средњој надморској висини од 90 метара (максималној 293 m, а минималној 93 m).

## Демографија
| 1962. | 1968. | 1975. | 1982. | 1990. | 1999. | 2011. |
| ----- | ----- | ----- | ----- | ----- | ----- | ----- |
| 320   | 338   | 316   | 333   | 377   | 398   | 421   |

График промене броја становника у току последњих година